# Saint-Laurent-des-Mortiers
Saint-Laurent-des-Mortiers korábbi község Franciaország Loire mente régiójában, Maine-et-Loire megyében. 2019. január 1-jén három másik korábbi községgel egyesült és Bierné-les-Villages új község része lett.
Lakosainak száma 179 fő (2018. január 1.). Saint-Laurent-des-Mortiers Miré, Sœurdres, Bierné és Saint-Michel-de-Feins községekkel határos.

## Népesség
A település népessége az elmúlt években az alábbi módon változott:
| Lakosok száma | 243  | 199  | 183  | 188  | 196  | 196  | 196  | 186  | 179  | 179  |
|               | 1968 | 1975 | 1982 | 1999 | 2006 | 2011 | 2013 | 2016 | 2017 | 2018 |